# Konex
Konex, vlastním jménem Daniel Galovič (* 9. listopadu 1996, Poprad) je slovenský hip-hopový producent, DJ a raper.

## Život
K hudbě se dostal ve 14 letech, kdy se k vlastní tvorbě dostal díky internetové diskuzi o tvorbě beatů.
Ačkoliv od svého začátku roku 2011 vydal několik projektů, do širšího povědomí se dostal při vstupu do uskupení YZO Empire. V roce 2013 vydal mixtape Loading, na kterém se objevili jména z YZOx420, jako například Yzomandias a další. V roce 2014 vydal instrumentální EP Since '96, v roce 2015 pak vydal EP Musick a svůj první track, ve kterém rapuje - Gembler. Ve stejném roce produkoval skladbu Milion$ od amerického rapera Soulja Boye. Tento rok také stál u vzniku labelu Milion+ Entertainment, kterého se stal členem.
V období 2015 až 2018 Konex primárně produkoval hudbu pro české i slovenské rapery. Vydal také několik rapových singlů, nebo se objevuje na tracku někoho jiného. Mezi nejvýznamnější projekty tohoto charakteru lze zařadit track 4 (feat. Lvcas Dope), Rogalo (by Yzomandias, feat. Konex) a Konexovy featy na společném albu labelu Milion+ KRTEK MONEY LIFE. V této době taky začal intenzivněji spolupracovat se slovenským raperem Kamilem Hoffmannem, se kterým následně v červnu 2019 vydal album CORRETTO. V roce 2019 také zmixoval svému kolegovi z Milion+ Yzomandiasovi mixtape J. Eden Dva.
V roce 2020 vydal v dubnu se svým producentským kolegou z Milion+ Deckym EP KARANTENA PARTY, které se od jeho předchozích projektů liší svým EDM soundem. Toto EP je plné remixů již vydaných skladeb od kolegů z labelu, nachází se zde také dvě naprosto nové. Na konci července 2020 vydal album VOILÀ, které je jeho prvním sólovým rapovým albem. V srpnu pak vyšlo EP Melanž od Yzomandiase, kde se Konex podílí na dvou skladbách, z nichž nejpopulárnější získala za necelé tři měsíce více než 3,5 miliónů přehrání na Spotify a je nyní nejpopulárnější skladbou, která vyšla pod Milion Plus.
4. října 2020 Konex opustil vydavatelství Milion+ Entertainment, jehož členem byl od založení více než pět let. Přiznal ovšem, že s některými interprety labelu bude nadále spolupracovat. V listopadu vydal první track mimo label s názvem SOLO DOLO a oznamuje příchod stejnojmenného EP, které vyšlo 15. prosince. Na tomto EP se nacházejí 4 skladby a hostují na něm Loko Loko a Frayer Flexking. Na konci června Konex vydal první album mimo label s názvem SUPERNOVA.

## Diskografie

### Alba
- CORRETTO (with Kamil Hoffmann) (2019)
- VOILÀ (2020)
- SUPERNOVA (2021)
- CORRETTO II  (with Kamil Hoffmann)  (2022)

### Mixtapy
- Remix dat (2011)
- Young Army Mixtape (2012)
- Loading Mixtape (2013)

### EPs
- Since '96 (2014)
- Musick (2015)
- KARANTENA PARTY (with Decky) (2020)
- SOLO DOLO (2020)

### Společná alba/mixtapy labelu Milion+ Entertainment
- Milion+ Paradise (2016)
- KRTEK MONEY LIFE (2018)
- #hot16challenge2 (2020)

## Skladby produkované Konexem
| - Ektor - Detektor 02. "Nohy v pěst" 09. "Peníze (ft. Rytmus)" 10. "Proč" 12. "Pikain (ft. James Cole)" - Momo - Heroin 09. "Podnikatel" | - Ektor - Detektor 08. "Nejsi na to stavěnej" 09. "Klub" - Pil C - Hype 06. "Dekadentný (ft. Moja Reč)" | - MILION+ - KRTEK MONEY LIFE 01. "Z nuly na sto (feat. Yzomandias, Hasan, Nik Tendo, Kamil Hoffmann)" 03. "Hulila hulila (feat. Hasan, Nik Tendo, Karlo)" 05. "Bude líp (feat. Nik Tendo, Hasan, Kamil Hoffmann)" 08. "Komando (feat. Yzomandias, Robin Zoot, Koky, Karlo)" 09. "Kilo (feat. Yzomandias, Nik Tendo, Separ)" 11. "Milly (feat. Nik Tendo, Jickson, Karlo, Konex)" 13. "Megastar (feat. Fobia Kid, Robin Zoot, Yzomandias, Nik Tendo)" 14. "Chtěly by to mít (feat. Nik Tendo, Kamil Hoffmann, Jickson, Hasan, Yzomandias)" (co-prod.: Hasan) 15. "Dobrá (feat. Nik Tendo, Kamil Hoffmann, Yzomandias, Hasan)" - Nik Tendo - 7 03. "Jizvy" 06. "Dominiku!" 10. "Nekonečný příběh (feat. Karlo)" | - Yzomandias - Rick nebo Raf (singl) 01. "Rick nebo Raf" 02. "Rick nebo Raf - Remix" - Yzomandias - Dobrá duše, srdce ze zlata 11. "Odpočívej v Pokoji (feat. Viktor Sheen, Karlo)" (co-prod.: Decky) 14. "V Kouři (feat. Hasan, Karlo)" 15. "Drip (feat. Dark Polo Gang, Nik Tendo)" (co-prod.: Decky) - Nik Tendo - Fatamorgana 04. "Na chvíli" 05. "Xan & Coke (feat. Yzomandias)" 09. "Samotná" 10. "Sex hudba drogy" 11. "Legit check (feat. Yzomandias)" - Karlo - Gugl (singl) 01. "Gugl" - Hasan - Hasan 01. "Když zavřu oči" (co-prod.: Decky, Hasan) 02. "Midnight (feat. Calin)" 03. "Letim nahoru" 04. "Modrá záře (feat. Kamil Hoffmann)" (co-prod.: Hasan) 06. "Sám (feat. Nik Tendo)" 08. "Přítomnost / Budoucnost" (co-prod.: Hasan) 11. "Ghost Rider (feat. Yzomandias, Viktor Sheen)" (co-prod.: Hasan) | - Yzomandias - Melanž EP 03. "Hroby" (co-prod.: Yzomandias) 04. "Rolls (ft. Nik Tendo)" (co-prod.: Yzomandias) - Yzomandias - Mawar (singl) 01. Mawar - Robin Zoot - Tojo Tojo (singl) 01. "Tojo Tojo (ft. Nik Tendo, Karlo)" - Karlo - 999 06. "Noc je vášeň (ft. Nik Tendo)" 08. "Oheň (ft. Fvck Kvlt)" 12. "Chingachgook" 13. "Aladin 2020 (ft. Viktor Sheen)" 16. "Odtrhnutý z reťaze" 22. "Ela Ela" - Robin Zoot - Pouzar 04. "BBC" 05. "Zooty vs Tendo (ft. Nik Tendo)" 06. "Bonbon (ft. Kamil Hoffmann, Jickson)" 07. "Žádná dieta (ft. Hugo Toxxx, Ca$hanova Bulhar, Fobia Kid)" - Nik Tendo - Restart EP 03. "Back Seat" 04. "Milujou Crew (ft. Jickson)" 06. "Není Limit" 07. "Sbohem" - MILION+ - #hot16challenge2 01. "Yzolace" 02. "Locked Up" 03. "Chceme ven" - Hasan - Prototyp 02. "Rovnováha" 03. "Nemáme čas nenávidět" 04. "Nikdy (ft. Nik Tendo)" 06. "Zítra" 11. "Zpátky Doma" 12. "Zpátky Doma, pt.2" |